# Арнс, Зилда
Зилда Арнс Нюманн (порт. Zilda Arns Neumann, 25 августа 1934, Форкильинья — 12 января 2010, Порт-о-Пренс) — бразильский педиатр, ставшая известной благодаря своей гуманитарной деятельности, длившейся три десятилетия. Она занималась организацией помощи обездоленным детям, малоимущим и престарелым, как в Бразилии, так и за рубежом. Зилда Арнс была сестрой кардинала Паолу Эваришту Арнса и тётей сенатора Флавио Арнса.

## Биография
Зилда Арнс родилась в городе Форкильинья в штате Санта-Катарина в семье немецких иммигрантов. Арнс имела докторскую степень по медицине и занималась изучением общественного здравоохранения с целью оказания помощи больным детям в странах с высокими показателями детской смертности. Арнс стала основательницей и международным координатором пасторской службы «Крианса», а также принимала участие в деятельности пасторской службы «Пессоа Идоса» и содействовала социальным программам Конференции католических епископов Бразилии.
Зилда Арнс была один раз замужем, став матерью пятерых детей и овдовев в 1978 году.
Зилда Арнс погибла 12 января 2010 года во время землетрясения на Гаити, где участвовала в католической конференции по борьбе с детским голодом. На её похоронах присутствовали высшие должностные лица, включая президента Лулу.

## Награды
За свою деятельность она была удостоена нескольких почётных званий как в Бразилии, так и в других странах.
В 2006 году получила Opus Prize.
В 2006 году Арнс была номинирована на Нобелевскую премию мира за свою гуманитарную деятельность.
В 2013 году архиепископия Сан-Паулу получила одобрение Ватикана на начало процесса беатификации Зильды Арнс в 2015 году.